# Риск печели, риск губи
„Риск печели, риск губи“ е българско телевизионно предаване.
То стартира по телевизия 7 дни като самостоятелно предаване на Къци Вапцаров. От 1 юни 2000 г. шоуто се излъчва по bTV. Свалено е от ефир през 2005 година. След осемгодишно прекъсване, през юли 2013 г. се завръща в ефира на ТВ7. Предаването спира излъчване в края на юли, след излъчени само няколко епизода. Няколко от популярните женски телевизионни персонажи стартират кариерата си именно там като т. нар. „момичета на късмета“, като Жасмина Тошкова и др.
На 31 декември 2021 г. предаването се завръща по телевизия BulgariaONE, като се излъчват повторения на стари епизоди, като е съобщено, че от март 2022 г. ще се излъчват нови епизоди, но по-късно новите епизоди са отменени.

## Правила на играта
Водещият избира човек от публиката. Последният решава кръстословица, като избира „карти на късмета“. При правилно отгатната дума печели награда, която може да задържи и да прекрати участието си или да „рискува“ като продължи да играе. При грешен отговор играчът приключва участието си и губи спечеленото до момента. Завършилият успешно кръстословицата завърта т. нар. „колело на късмета“, което му носи възможност за още награди.